# 500 album vĩ đại nhất (danh sách của Rolling Stone)
500 album vĩ đại nhất (tiếng Anh: The 500 Greatest Albums of All Time) là một danh sách tập hợp 500 album được tạp chí Rolling Stone đánh giá là vĩ đại nhất mọi thời đại. Danh sách này được đưa ra trong ấn phẩm đặc biệt của Rolling Stone phát hành tháng 11 năm 2003. Danh sách này là kết quả từ cuộc bầu chọn của 273 nghệ sĩ nhạc rock, nhà phê bình âm nhạc và các nhân vật quan trọng trong ngành công nghiệp âm nhạc, mỗi người trong số họ được đề cử 50 album. Các album có mặt trong danh sách thuộc nhiều thể loại nhạc khác nhau, từ pop, rock, ska, soul đến blues, folk, jazz, hip hop và album đa thể loại. Việc thống kê phiếu từ 1.600 album ứng cử được tiến hành bởi công ty kiểm toán Ernst & Young.
Danh sách phần lớn tập trung cho các album phát hành ở thập niên 1960 và 1970 và gần như toàn bộ album trong danh sách là sản phẩm của công nghiệp âm nhạc Anh và Mỹ, chỉ có 2 album có nguồn gốc từ các quốc gia không nói tiếng Anh, đó là album Trans-Europe Express của nhóm nhạc Đức Kraftwerk (đứng thứ 253) và album Buena Vista Social Club của Cuba (đứng thứ 260).
Năm 2012, tạp chí Rolling Stone có cho ra mắt một ấn bản mới của bản danh sách, trong đó có thêm một số album xuất sắc của thập niên 2000.

## 100 album đứng đầu
| TT   | Album                                                                | Nghệ sĩ                      | Năm  |
| ---- | -------------------------------------------------------------------- | ---------------------------- | ---- |
| 1.   | Sgt. Pepper's Lonely Hearts Club Band                                | The Beatles                  | 1967 |
| 2.   | Pet Sounds                                                           | The Beach Boys               | 1966 |
| 3.   | Revolver                                                             | The Beatles                  | 1966 |
| 4.   | Highway 61 Revisited                                                 | Bob Dylan                    | 1965 |
| 5.   | Rubber Soul                                                          | The Beatles                  | 1965 |
| 6.   | What's Going On                                                      | Marvin Gaye                  | 1971 |
| 7.   | Exile on Main St.                                                    | The Rolling Stones           | 1972 |
| 8.   | London Calling                                                       | The Clash                    | 1979 |
| 9.   | Blonde on Blonde                                                     | Bob Dylan                    | 1966 |
| 10.  | The Beatles                                                          | The Beatles                  | 1968 |
| 11.  | The Sun Sessions                                                     | Elvis Presley                | 1976 |
| 12.  | Kind of Blue                                                         | Miles Davis                  | 1959 |
| 13.  | The Velvet Underground & Nico                                        | The Velvet Underground       | 1967 |
| 14.  | Abbey Road                                                           | The Beatles                  | 1969 |
| 15.  | Are You Experienced                                                  | The Jimi Hendrix Experience  | 1967 |
| 16.  | Blood on the Tracks                                                  | Bob Dylan                    | 1975 |
| 17.  | Nevermind                                                            | Nirvana                      | 1991 |
| 18.  | Born to Run                                                          | Bruce Springsteen            | 1975 |
| 19.  | Astral Weeks                                                         | Van Morrison                 | 1968 |
| 20.  | Thriller                                                             | Michael Jackson              | 1982 |
| 21.  | The Great Twenty-Eight                                               | Chuck Berry                  | 1982 |
| 22.  | John Lennon/Plastic Ono Band                                         | John Lennon                  | 1970 |
| 23.  | Innervisions                                                         | Stevie Wonder                | 1973 |
| 24.  | Live at the Apollo                                                   | James Brown                  | 1963 |
| 25.  | Rumours                                                              | Fleetwood Mac                | 1977 |
| 26.  | The Joshua Tree                                                      | U2                           | 1987 |
| 27.  | King of the Delta Blues Singers                                      | Robert Johnson               | 1961 |
| 28.  | Who's Next                                                           | The Who                      | 1971 |
| 29.  | Led Zeppelin                                                         | Led Zeppelin                 | 1969 |
| 30.  | Blue                                                                 | Joni Mitchell                | 1971 |
| 31.  | Bringing It All Back Home                                            | Bob Dylan                    | 1965 |
| 32.  | Let It Bleed                                                         | The Rolling Stones           | 1969 |
| 33.  | Ramones                                                              | Ramones                      | 1976 |
| 34.  | Music from Big Pink                                                  | The Band                     | 1968 |
| 35.  | The Rise and Fall of Ziggy Stardust and the Spiders from Mars        | David Bowie                  | 1972 |
| 36.  | Tapestry                                                             | Carole King                  | 1971 |
| 37.  | Hotel California                                                     | Eagles                       | 1976 |
| 38.  | The Anthology (1947–1972)                                            | Muddy Waters                 | 2001 |
| 39.  | Please Please Me                                                     | The Beatles                  | 1963 |
| 40.  | Forever Changes                                                      | Love                         | 1967 |
| 41.  | Never Mind the Bollocks, Here's the Sex Pistols                      | Sex Pistols                  | 1977 |
| 42.  | The Doors                                                            | The Doors                    | 1967 |
| 43.  | The Dark Side of the Moon                                            | Pink Floyd                   | 1973 |
| 44.  | Horses                                                               | Patti Smith                  | 1975 |
| 45.  | The Band                                                             | The Band                     | 1969 |
| 46.  | Legend                                                               | Bob Marley & The Wailers     | 1984 |
| 47.  | A Love Supreme                                                       | John Coltrane                | 1965 |
| 48.  | It Takes a Nation of Millions to Hold Us Back                        | Public Enemy                 | 1988 |
| 49.  | At Fillmore East                                                     | The Allman Brothers Band     | 1971 |
| 50.  | Here's Little Richard                                                | Little Richard               | 1957 |
| 51.  | Bridge Over Troubled Water                                           | Simon & Garfunkel            | 1970 |
| 52.  | Al Green's Greatest Hits                                             | Al Green                     | 1975 |
| 53.  | The Birth of Soul: The Complete Atlantic Rhythm and Blues Recordings | Ray Charles                  | 1991 |
| 54.  | Electric Ladyland                                                    | The Jimi Hendrix Experience  | 1968 |
| 55.  | Elvis Presley                                                        | Elvis Presley                | 1956 |
| 56.  | Songs in the Key of Life                                             | Stevie Wonder                | 1976 |
| 57.  | Beggars Banquet                                                      | The Rolling Stones           | 1968 |
| 58.  | Trout Mask Replica                                                   | Captain Beefheart            | 1969 |
| 59.  | Meet the Beatles!                                                    | The Beatles                  | 1963 |
| 60.  | Greatest Hits                                                        | Sly and the Family Stone     | 1970 |
| 61.  | Appetite for Destruction                                             | Guns N' Roses                | 1987 |
| 62.  | Achtung Baby                                                         | U2                           | 1991 |
| 63.  | Sticky Fingers                                                       | The Rolling Stones           | 1971 |
| 64.  | Back to Mono (1958–1969)                                             | Phil Spector                 | 1991 |
| 65.  | Moondance                                                            | Van Morrison                 | 1970 |
| 66.  | Led Zeppelin IV                                                      | Led Zeppelin                 | 1971 |
| 67.  | The Stranger                                                         | Billy Joel                   | 1977 |
| 68.  | Off the Wall                                                         | Michael Jackson              | 1979 |
| 69.  | Superfly                                                             | Curtis Mayfield              | 1972 |
| 70.  | Physical Graffiti                                                    | Led Zeppelin                 | 1975 |
| 71.  | After the Gold Rush                                                  | Neil Young                   | 1970 |
| 72.  | Purple Rain                                                          | Prince                       | 1984 |
| 73.  | Back in Black                                                        | AC/DC                        | 1980 |
| 74.  | Otis Blue: Otis Redding Sings Soul                                   | Otis Redding                 | 1966 |
| 75.  | Led Zeppelin II                                                      | Led Zeppelin                 | 1969 |
| 76.  | Imagine                                                              | John Lennon                  | 1971 |
| 77.  | The Clash                                                            | The Clash                    | 1977 |
| 78.  | Harvest                                                              | Neil Young                   | 1972 |
| 79.  | Star Time                                                            | James Brown                  | 1991 |
| 80.  | Odessey and Oracle                                                   | The Zombies                  | 1968 |
| 81.  | Graceland                                                            | Paul Simon                   | 1986 |
| 82.  | Axis: Bold as Love                                                   | The Jimi Hendrix Experience  | 1967 |
| 83.  | I Never Loved a Man (The Way I Love You)                             | Aretha Franklin              | 1967 |
| 84.  | Lady Soul                                                            | Aretha Franklin              | 1968 |
| 85.  | Born in the U.S.A.                                                   | Bruce Springsteen            | 1984 |
| 86.  | Let It Be                                                            | The Beatles                  | 1970 |
| 87.  | The Wall                                                             | Pink Floyd                   | 1979 |
| 88.  | At Folsom Prison                                                     | Johnny Cash                  | 1968 |
| 89.  | Dusty in Memphis                                                     | Dusty Springfield            | 1969 |
| 90.  | Talking Book                                                         | Stevie Wonder                | 1972 |
| 91.  | Goodbye Yellow Brick Road                                            | Elton John                   | 1973 |
| 92.  | 20 Golden Greats                                                     | Buddy Holly                  | 1978 |
| 93.  | Sign "☮" The Times                                                   | Prince                       | 1987 |
| 94.  | Bitches Brew                                                         | Miles Davis                  | 1970 |
| 95.  | Green River                                                          | Creedence Clearwater Revival | 1969 |
| 96.  | Tommy                                                                | The Who                      | 1969 |
| 97.  | The Freewheelin' Bob Dylan                                           | Bob Dylan                    | 1963 |
| 98.  | This Year's Model                                                    | Elvis Costello               | 1978 |
| 99.  | There's a Riot Goin' On                                              | Sly and the Family Stone     | 1971 |
| 100. | In the Wee Small Hours                                               | Frank Sinatra                | 1955 |

## Số album theo thập niên
| Thập niên        | Số album                   | Tỷ lệ |
| ---------------- | -------------------------- | ----- |
| 1950 và trước đó | 29                         | 5,8%  |
| 1960             | 126 (7 album trong top 10) | 25,2% |
| 1970             | 183 (3 album trong top 10) | 36,6% |
| 1980             | 88                         | 17,6% |
| 1990             | 61                         | 12,2% |
| 2000             | 13                         | 2,6%  |

## Nghệ sĩ có nhiều album
| Nghệ sĩ            | Tổng số album | Album có trong danh sách                                                                        |
| ------------------ | ------------- | ----------------------------------------------------------------------------------------------- |
| The Beatles        | 13            | 11, bao gồm album đứng thứ nhất (Sgt. Pepper's Lonely Hearts Club Band) và 4 album trong top 10 |
| The Rolling Stones | 22            | 10, bao gồm 1 album trong top 10 (Exile on Main St.)                                            |
| Bob Dylan          | 32            | 10, bao gồm 2 album trong top 10 (Highway 61 Revisited và Blonde on Blonde)                     |
| Bruce Springsteen  | 15            | 8                                                                                               |
| The Who            | 11            | 7                                                                                               |
| David Bowie        | 23            | 6                                                                                               |
| Elton John         | 29            | 6                                                                                               |
| Led Zeppelin       | 9             | 5                                                                                               |
| U2                 | 11            | 5                                                                                               |
| Neil Young         | 31            | 5                                                                                               |